# Joseph Samuel Albu
Joseph Samuel Albu (geboren in Märkisch-Friedland, Westpreußen; gestorben zwischen 1816 und 1820 in Prenzlau, Provinz Brandenburg) war ein deutscher Rabbiner.

## Leben
Joseph Samuel Albu war der Sohn des Kaufmanns Falk Albu. Er war Rabbiner in Prenzlau. Am 4. Dezember 1816 wurde er zum Rabbiner in Königsberg i. Pr. gewählt. Die Wahl wurde jedoch auf Betreiben der fortschrittlichen Minderheit in der Gemeinde annulliert, zumal Albu nicht ausreichend in der Lage war, in deutscher Sprache zu predigen.
Sein Bruder war Josua Falk Albu, Landesrabbiner in Mecklenburg-Schwerin.
Joseph Samuel Albus Sohn Samuel Albu wurde 1786 in Prenzlau geboren. Er war Lehrer in Neukalen (Mecklenburg-Schwerin) und Berlin.

## Schriften
- Halachische Korrespondenz mit Akiba Eger in dessen Responsen I, Nr. 86, 151.

## Dokumente
- Central Archives for the History of the Jewish People (CAHJP): Königsberg KN/I E-I-1 Nr. 2.